# سیارک ۴۱۰۵
سیارک ۴۱۰۵ (به انگلیسی: 4105 Tsia، نامگذاری:1989EK) چهار هزار و صد و پنجمین سیارک کشف شده‌است که در ۵ مارس ۱۹۸۹ کشف شد.
قدر مطلق سیارک برابر ۱۲٫۳۰ است.